# Locomotive Music
Locomotive Records (conocido como Locomotive Music) es una compañía discográfica independiente fundada en Madrid, España a finales de los años 1990. 
El 25 de febrero de 2019 el sello discográfico fue adquirido por One Media iP.
Ha sido productora del grupo Reincidentes, Los Suaves, Tierra Santa durante sus primeros años, Easy Rider y de Mägo de Oz, entre otras bandas. Conocidas son sus polémicas con bandas como Mägo de Oz y Lujuria por lanzar a la venta discos en directo y recopilatorios sin acuerdo expreso de los grupos.